# Comitê Supremo da Fraternidade Humana
O Comitê Supremo da Fraternidade Humana  (Higher Committee of Human Fraternity - HCHF) é um órgão independente de líderes religiosos, acadêmicos e líderes culturais do mundo criado em 19 de agosto de 2019 como parte do Documento sobre a Fraternidade Humana assinado pelo Papa Francisco e Ahmed el-Tayed. O objetivo do Comitê é implementar os propósitos estabelecidos no Documento sobre a Fraternidade Humana em nível internacional.
Em 14 de maio de 2020, devido ao contexto da pandemia de Covid-19, o Comitê estabeleceu um dia de oração e súplica pela humanidade conclamando “todos os líderes religiosos e pessoas ao redor do mundo a responder ao apelo humanitário e ir para o Todo Poderoso com uma voz para preservar a humanidade, ajudá-la a superar a pandemia e restaurar a segurança, estabilidade, saúde e desenvolvimento, para tornar nosso mundo, após o fim desta pandemia, mais humano e fraterno do que nunca"